# Фредериксбург (округ Лебанон, Пенсилванија)
Фредериксбург (енгл. Fredericksburg, Lebanon County) насељено је место без административног статуса у америчкој савезној држави Пенсилванија.

## Демографија
По попису из 2010. године број становника је 1.357, што је 370 (37,5%) становника више него 2000. године.
| Група             | 2000.       | 2010.         |
| Белци             | 960 (97,3%) | 1.277 (94,1%) |
| Афроамериканци    | 2 (0,2%)    | 25 (1,8%)     |
| Азијати           | 0 (0,0%)    | 15 (1,1%)     |
| Хиспаноамериканци | 23 (2,3%)   | 29 (2,1%)     |
| Укупно            | 987         | 1.357         |